# Грос Зимц
Грос Зимц (њем. Groß Siemz) општина је у њемачкој савезној држави Мекленбург-Западна Померанија. Једно је од 91 општинског средишта округа Нордвестмекленбург. Према процјени из 2010. у општини је живјело 293 становника. Посједује регионалну шифру (AGS) 13058041.

## Географски и демографски подаци
Грос Зимц се налази у савезној држави Мекленбург-Западна Померанија у округу Нордвестмекленбург. Општина се налази на надморској висини од 18 метара. Површина општине износи 14,7 km². У самом мјесту је, према процјени из 2010. године, живјело 293 становника. Просјечна густина становништва износи 20 становника/km².